# Daniel Simon Evans
Daniel Simon Evans, bekannt als D. Simon Evans (* 29. Mai 1921 in Broderi, Llanfynydd, Wales; † 4. März 1998 in Carmarthen), war ein walisischer Sprachwissenschaftler und Hochschullehrer, der sich insbesondere mit der Grammatik und Literatur des Mittelwalisischen befasste.

## Leben und Wirken
Daniel Simon Evans wurde als ältestes Kind von David Evans und Sarah Jane Evans (geb. Lewis) geboren und wuchs mit einer Schwester und einem Bruder in einer ländlichen Gemeinde in der walisischen Grafschaft Carmarthenshire auf. Seine Familie spielte über mehrere Generationen hinweg eine tragende Rolle im methodistischen Gemeindeleben des Ortes mit der Kapelle Banc y Spite. Er blieb zeitlebens mit seiner Heimatregion stark verbunden.
Nach der Grundschule in Llanfynydd besuchte er als Internatsschüler das Gymnasium in Llandeilo. Mit einem Mary-Towyn-Jones-Stipendium begann er 1939 ein Studium der Klassischen Philologie und der Walisischen Sprache am University College in Swansea. Anfangs strebte er einen geistlichen Beruf an und wurde als Kandidat für das Priesteramt in die Presbyterianische Kirche von Wales aufgenommen. Zunächst schloss Evans 1942 sein Studium der Griechischen und Lateinischen Sprache ab. Bei Henry Lewis (1889–1968), einem der führenden Keltologen seiner Zeit, erwarb er wichtige Kenntnisse in historischer Linguistik und Grammatik und beendete 1943 auch sein Studium der Walisischen Sprache mit Auszeichnung.
Ab 1945 studierte Evans am United Theological College in Aberystwyth. Dieses Studium schloss er 1947 mit dem Bachelor of Divinity (BD) ab. Besonders faszinierten ihn Griechisch und Hebräisch; sein Interesse galt vorwiegend der Kirchengeschichte und biblischen Textstudien, weniger der Philosophie und Theologie im engeren Sinne. 1947 wechselte er an das Jesus College in Oxford und war einer der ersten Studenten von Idris Foster (1911–1984), der dort im selben Jahr den Sir-John-Rhys-Lehrstuhl für Keltologie übernommen hatte. Bei Foster vertiefte Evans seine Kenntnisse in der walisischen Syntax. 1948 erlangte er in Oxford seinen Master-Abschluss mit einer Arbeit zur Syntax des frühneuzeitlichen Walisisch.
Nach Abschluss des Studiums kehrte Evans 1948 als Assistenzdozent an die Fakultät für Walisische Studien in Swansea zurück. Dort übernahm er die Position von Melville Richards (1910–1973), der zum Hauptdozenten für Keltologie an der Universität Liverpool ernannt worden war.
Sein theologisches Studium setzte Evans nicht weiter fort, obwohl er über viele Jahre als Laienprediger tätig war. Zwischen 1948 und 1952 veröffentlichte er mehrere Artikel im Bulletin of the Board of Celtic Studies und erlangte 1952 den akademischen Grad Bachelor of Letters (B.Litt.) an der Universität Oxford.
Bis 1956 blieb Evans an der Universität Swansea tätig. In diesem Jahr wurde er als Nachfolger des nach 40 Jahren emeritierten John Lloyd-Jones auf die Professur für Walisisch am University College in der irischen Hauptstadt Dublin berufen.
Zurück in Wales, übernahm Evans 1962 eine Dozentenstelle für Walisisch am damaligen St David’s University College in Lampeter, der kleinsten Universitätsstadt im Vereinigten Königreich. Nachdem Melville Richards 1965 den Lehrstuhl für Walisisch am University College of North Wales in Bangor erhalten hatte, folgte ihm Evans 1966 ein weiteres Mal als Stellennachfolger nach, diesmal als Leiter des keltologischen Departments an der Universität Liverpool.
Im Jahr 1974 kehrte Evans erneut nach Lampeter zurück und übernahm den neu geschaffenen Lehrstuhl für Walisisch – eine Position, die im Zuge der Umstrukturierung entstand, als das College ein konstituierendes Mitglied der University of Wales wurde. In Lampeter setzte sich Evans besonders für den Ausbau des Departments für Walisisch ein und engagierte sich im Verwaltungsleben des Colleges, wobei er mehrere Rektoren unterstützte. Er war zudem Sekretär der Sprach- und Literaturabteilung des Board of Celtic Studies der Hochschule.
1980 hielt Evans die G. J. Williams Memorial Lecture – eine Vorlesung zum Gedächtnis seines Lehrers G. J. Williams – unter dem Titel Llafar a Llên yn yr hen gyfnod (veröffentlicht 1982).
Von 1982 bis 1988 nahm Evans die Funktion des stellvertretenden Rektors wahr. Auch nach seiner Emeritierung im Jahr 1988 blieb Evans akademisch tätig und leitete das keltologische Forschungszentrum an der University of Wales, das er mitbegründet hatte.
Daniel Simon Evans starb am 4. März 1998 im Alter von 76 Jahren in Carmarthen. Nachrufe erschienen in The Independent sowie in walisischsprachigen Publikationen wie Y Traethodydd.

## Werk
Daniel Simon Evans widmete seine Forschungen hauptsächlich der Grammatik und Syntax der mittelwalisischen Prosa. Er veröffentlichte zahlreiche wissenschaftliche Arbeiten zur Entwicklung des Walisischen und darüber hinaus zur kornischen Sprache.
Sein Hauptwerk Gramadeg Cymraeg Canol (Grammatik des Mittelwalisischen), das zunächst 1951 auf Walisisch und im Jahr 1964 unter dem Titel A Grammar of Middle Welsh auch auf Englisch veröffentlicht wurde, widmete er dem Andenken seines ehemaligen Lehrers Griffith John Williams. Es wird im Dictionary of Welsh Biography als „eine bahnbrechende und detaillierte Beschreibung des Mittelwalisischen aus Sicht der modernen Grammatik“ („a pioneering and detailed description of Middle Welsh in terms of modern grammar“) bezeichnet und gilt bis heute als Standardreferenz zur Grammatik des Mittelwalisischen.
Evans war auch als Herausgeber tätig. Unter anderem veröffentlichte er 1959 die walisische Ausgabe des Life of St David (Leben des Heiligen David) sowie 1986 eine neue, überarbeitete und erweiterte englische Ausgabe, die auf einem anderen Manuskript basierte. Im Bereich der Heiligenleben gab er 1971 eine Sammlung der zahlreichen Broschüren des Hagiografen Gilbert Hunter Doble (1880–1945) mit dem Titel Lives of the Welsh Saints (Leben der walisischen Heiligen) heraus, ergänzt um einen einführenden und bewertenden Essay. Im Bereich der mittelalterlichen religiösen Literatur erschien 1986 sein Werk Medieval Religious Literature in der Reihe Writers of Wales.
Ein weiterer wichtiger Bereich seiner Arbeit war die mittelalterliche walisische Erzähl- und Sagenwelt, speziell das Stück Culhwch ac Olwen (Culhwch und Olwen). Zusammen mit Rachel Bromwich (1915–2010) und basierend auf der unvollendeten Arbeit von Idris Foster gab Evans 1988 eine Ausgabe der Erzählung in walisischer Sprache und 1992 eine englischsprachige Ausgabe heraus.
Evans’ Ausgabe von Historia Gruffud vab Kenan (Geschichte von Gruffydd ap Cynan, 1977) zeigt die Tiefgründigkeit und Detailgenauigkeit seiner Forschungen. Neben der literarischen Analyse des Textes wurde darin auch der historische Kontext behandelt, sodass die Ausgabe zugleich einen Beitrag zur Geschichtswissenschaft darstellte. Eine englische Übersetzung mit Einleitung erschien 1990 unter dem Titel A medieval prince of Wales (Ein mittelalterlicher Fürst von Wales).
Evans veröffentlichte nicht nur über mittelwalisische Texte, sondern auch zahlreiche Artikel zu weiteren Aspekten der walisischen Literatur, etwa über die Gododdin und zu den frühesten Dichtern. Er beschäftigte sich außerdem mit der Sprache und dem Einfluss der Bibel sowie mit Hymnendichtern, insbesondere Morgan Rhys (1716–1779); Evans’ Sammlung Emynau Morgan Rhys (Hymnen von Morgan Rhys) erschien posthum im Jahr 2001. Darüber hinaus widmete er sich der Geschichte und Entwicklung der irischen und kornischen Sprache.
Neben eigenen Publikationen veröffentlichte Evans auch Rezensionen zu Arbeiten anderer Wissenschaftler.
Eine vollständige Liste seiner Veröffentlichungen bis 1988 ist in Ysgrifau Beirniadol XVI (1990) enthalten.

## Familie
Daniel Simon Evans war mit Frances Evans verheiratet und hatte einen Sohn namens Dafydd, ebenfalls ein anerkannter walisischer Gelehrter. Sein jüngerer Bruder David Ellis Evans (1930–2013) war an der Universität Swansea tätig und Professor für Keltische Sprache am Jesus College in Oxford.

## Ehrungen
Für seine wissenschaftlichen Verdienste wurde Evans 1979 von der University of Wales mit einem Doctor of Letters (D.Litt) ausgezeichnet.
Das Centre for Advanced Welsh and Celtic Studies der University of Wales verlieh Evans zweimal den Vernam Hull Memorial Prize. Dieser nach dem US-amerikanischen Keltologen Vernam Hull benannte Preis wird für herausragende wissenschaftliche Leistungen auf dem Gebiet der keltischen Philologie vergeben.
Zu Ehren Evans’ wurde an der Universität Lampeter ein Studentenwohnheim nach ihm benannt.

## Werke (Auswahl)
- Buched Dewi. University of Wales Press, Cardiff 1959.
  - The Welsh Life of St David. University of Wales Press, Cardiff 1988, ISBN 0-7083-0995-X.
- Gramadeg Cymraeg Canol. University of Wales Press, Cardiff 1960.
  - A Grammar of Middle Welsh. Englische Ausgabe. Clarendon Press, Oxford 1964.
- (Hrsg.): G. H. Doble: Lives of the Welsh Saints. University of Wales Press, Cardiff 1971, ISBN 0-900768-68-1.
- (Hrsg.): Historia Gruffudd vab Kenan. University of Wales Press, Cardiff 1977 (eine Ausgabe der Geschichte von Gruffydd ap Cynan).
- Llafar a llyfr yn yr hen gyfnod: darlith goffa G.J. Williams. [dt. etwa: Sprache und Literatur in der frühen Zeit: die G.-J.-Williams-Gedächtnisvorlesung], University of Wales Press, Cardiff 1982, ISBN 0-7083-0817-1.
- Medieval religious literature. University of Wales Press im Auftrag des Arts Council of Wales, Cardiff 1986, ISBN 0-7083-0938-0.
- A mediaeval prince of Wales: the life of Gruffudd ap Cynan. Verlag Llanerch, Lampeter 1990, ISBN 0-947992-47-2.
- mit Rachel Bromwich: Culhwch ac Olwen: an edition and study of the oldest Anthurian tale. Cardiff 1992.
- mit Rachel Bromwich: Glossary to Culhwch ac Olwen. Edwin Mellen Press, 1992, ISBN 0-7734-9455-3.
- O fanc y Spite: Atgofion am Gapel y Methodistiaid yn Llanfynydd, a'r fro. [Sammlung von Erinnerungen und Berichten über die walisische Methodistenkapelle in Llanfynydd und Umgebung]. Edwin Mellen Press, Lampeter 1997, ISBN 0-7734-8654-2.